# 從0到1
《從0到1：打開世界運作的未知祕密，在意想不到之處發現價值》於2014年出版 (2014年9月16日發行)。此書由彼得·泰爾、布莱克·馬斯特共同完成。提爾是一位風險投資家、PayPal共同創始人，同時也是Facebook早期投資人之一。而馬斯特是其在史丹佛大學的學生，馬斯特於2012年修習提爾教授的創業CS183課程，他將課堂筆記整理编辑，這份筆記在網路上廣受好評；而本書即是由這份筆記發展而出。

## 行銷方法
為了推廣本書，提爾於2014年接受新聞網站TechCrunch 聯合主編的訪問。2014年9月9日，提爾、知名商業人士費里斯(Timothy Ferriss) 一同擔任播客 。2014年9月11日，提爾在娛樂社群網站 Reddit上，做了一個"任意發問"(Ask Me Anything)的活動。.
2014年9月13日，提爾在全國公共廣播電台NPR與主持人韋德一同討論本書。

## 市場接受度

### 早期佳評
2014年5月，本書官方上市前，一篇在美國商業新聞網站《商業內幕》上的文章提到:「這本書聽起來十分有趣! 」

### 書評
《出版者周刊》Publishers Weekly評論本書:「提爾在書裡談到如何創造成功的商業，然而，他所談及的內容太過抽象，因此無法提供太多幫助給下一個賈伯斯，或是提爾。」 
Jason Shen閱讀此書後，強力推薦讀者購買。Shen認為本書最棒的地方就是點出，成功創業者都是從一堆秘密中建立出來的 ；不過他也提到，本書最糟糕的地方就是，提爾最喜愛的創業者即是先有了太偉大的計畫。
西元2014年11月，英國電腦科學家柏內茲-李（Timothy B. Lee)在新聞網站Vox.com評論
，他認為提爾的書確實有些良好建議，不過有些建議聽起來卻又太不真實，李認為提爾應該提供實際一點的建言，或做出一些較合理的主張。
在期刊《新亞特蘭提斯》中， 一位編輯將提爾與哲學家尼采做了比較，他針對提爾提道:「他根本就是一個太過政治與理論性的書呆子!這是從0到1的書中發現的，特別當他從我們認為已經最好、最鮮明的想法中，又提出了明顯的綜合錯誤觀念。」